# Michał Nowaczyk
Michał Nowaczyk (* 26. Juli 1996 in Łódź) ist ein polnischer Snowboarder. Er startet in den Paralleldisziplinen.

## Werdegang
Nowaczyk, der für den AZS Zakopane startet, nahm im Dezember 2012 im Lachtal erstmals am Europacup teil und belegte dabei den 94. Platz im Parallel-Riesenslalom. Bei den Juniorenweltmeisterschaften 2014 in Chiesa in Valmalenco kam er auf den 21. Platz im Parallel-Riesenslalom und auf den 20. Rang im Parallelslalom. Sein Debüt im Snowboard-Weltcup hatte er im Dezember 2014 im Montafon, welches er auf dem 49. Platz im Parallelslalom beendete. Bei den Juniorenweltmeisterschaften 2015 in Yabuli fuhr er auf den 11. Platz im Parallelslalom sowie auf den siebten Rang im Parallel-Riesenslalom und bei den Juniorenweltmeisterschaften 2016 in Rogla auf den 25. Platz im Parallel-Riesenslalom. In der Saison 2016/17 holte er seine ersten Weltcuppunkte und wurde bei der Winter-Universiade 2017 in Almaty Siebter im Parallelslalom sowie Vierter im Parallel-Riesenslalom. Beim Saisonhöhepunkt, den Snowboard-Weltmeisterschaften 2017 in der Sierra Nevada, errang er im Parallel-Riesenslalom sowie im Parallelslalom jeweils den 40. Platz. In der folgenden Saison wurde im Parallel-Riesenslalom sowie im Parallelslalom polnischer Meister und holte in Hochfügen seinen ersten Sieg im Europacup. Auch im folgenden Jahr siegte er bei den polnischen Meisterschaften im Parallel-Riesenslalom und gewann bei der Winter-Universiade in Krasnojarsk die Silbermedaille im Parallel-Riesenslalom. Zudem wurde er dort Siebter im Parallelslalom. Bei den Snowboard-Weltmeisterschaften 2019 in Park City belegte er den 24. Platz im Parallel-Riesenslalom und den 21. Rang im Parallelslalom. Im März 2019 holte er im Parallelslalom in Davos seinen zweiten Sieg im Europacup. 
Nach Platz 30 in Cortina d’Ampezzo und Rang 44 im Carezza zu Beginn der Saison 2020/21, errang er im Parallel-Riesenslalom in Scuol mit dem zweiten Platz seine erste Podestplatzierung im Weltcup. Im weiteren Saisonverlauf siegte er beim Europacup in der Simonhöhe im Parallel-Riesenslalom und erreichte zum Saisonende den 20. Platz im Parallel-Weltcup. Beim Saisonhöhepunkt, den Snowboard-Weltmeisterschaften 2021 in Rogla, wurde er Achter im Parallel-Riesenslalom und Sechster im Parallelslalom. Im März 2021 triumphierte er bei den polnischen Meisterschaften im Parallel-Riesenslalom. In der Saison 2021/22 kam er auf den 21. Platz im Parallel-Weltcup. Sein bestes Ergebnis dabei war der siebte Platz im Parallelslalom in Berchtesgaden. Bei den Olympischen Winterspielen 2022 in Peking errang er den neunten Platz im Parallel-Riesenslalom. Im März 2022 wurde er erneut polnischer Meister im Parallel-Riesenslalom.

## Teilnahmen an Weltmeisterschaften und Olympischen Winterspielen

### Olympische Winterspiele
- 2022 Peking: 9. Platz Parallel-Riesenslalom

### Snowboard-Weltmeisterschaften
- 2017 Sierra Nevada: 40. Platz Parallelslalom, 40. Platz Parallel-Riesenslalom
- 2019 Park City: 21. Platz Parallelslalom, 24. Platz Parallel-Riesenslalom
- 2021 Rogla: 6. Platz Parallelslalom, 8. Platz Parallel-Riesenslalom
- 2023 Bakuriani: 17. Platz Parallelslalom, 18. Platz Parallelslalom Team, 19. Platz Parallel-Riesenslalom
- 2025 Engadin: 21. Platz Parallel-Team, 25. Platz Parallelslalom, 34. Platz Parallel-Riesenslalom

## Weltcup-Gesamtplatzierungen
| Saison  | Parallel | Parallel | Parallel-Riesenslalom | Parallel-Riesenslalom | Parallelslalom | Parallelslalom |
| Saison  | Punkte   | Platz    | Punkte                | Platz                 | Punkte         | Platz          |
| ------- | -------- | -------- | --------------------- | --------------------- | -------------- | -------------- |
| 2016/17 | 36,1     | 65.      | 16,4                  | 68.                   | 19,7           | 54.            |
| 2017/18 | 647,9    | 37.      | 389,7                 | 39.                   | 258,2          | 26.            |
| 2018/19 | 325,4    | 43.      | 194,9                 | 42.                   | 130,5          | 35.            |
| 2019/20 | 200,9    | 46.      | 186                   | 42.                   | 14,9           | 62.            |
| 2020/21 | 142      | 20.      | 132                   | 13.                   | 10             | 38.            |
| 2021/22 | 122      | 21.      | 82                    | 20.                   | 40             | 21.            |
| 2022/23 | 92       | 27.      | 66                    | 23.                   | 26             | 31.            |
| 2023/24 | 49       | 32.      | 36                    | 30.                   | 13             | 34.            |
| 2024/25 | 37       | 37.      | 35                    | 36.                   | 2              | 46.            |